# Kórdrengir Reykjavík
Knattspyrnufélagið Kórdrengir (deutsch: Fußballverein Chorknaben), vor allem bekannt als Kórdrengir Reykjavík oder Kórdrengir, ist ein isländischer Fußballverein aus der Hauptstadt Reykjavík. Der Verein ist vor allem für seine Fußballmannschaft bekannt, die seit 2021 in der zweithöchsten Spielklasse antritt.

## Geschichte
Kórdrengir startete 2007 als Freizeitmannschaft, ab 2017 trat der Klub offiziell im Spielbetrieb des isländischen Fußballverbandes an. Dort wurde die Mannschaft auf Anhieb Meister in ihrer Staffel in der fünftklassigen 4. deild karla, verpasste aber in den Aufstiegs-Play-offs den Aufstieg in die Viertklassigkeit. In den folgenden Jahren startete sie jedoch den Durchmarsch durch die isländische Ligapyramide, nach der erneuten Fünftligameisterschaft und dem anschließenden Erfolg in den Aufstiegsspielen wurden die Mannschaft 2019 Meister in der 3. deild karla und im folgenden Jahr in der 2. deild karla. In der aufgrund der COVID-19-Pandemie vorzeitig abgebrochenen Spielzeit 2020 stand sie nach 20 von 22 Saisonspielen mit 14 Saisonsiegen erneut an der Tabellenspitze und erreichte gemeinsam mit UMF Selfoss die zweitklassige 1. deild karla. In ihrer ersten Zweitligaspielzeit gewann sie elf der 22 Saisonspiele und platzierte sich auf dem vierten Tabellenplatz acht Punkte hinter dem Aufsteiger ÍBV Vestmannaeyjar.